# Le Puits aux images (nouvelle)
Le Puits aux images est une nouvelle de Marcel Aymé, parue dans la Nouvelle Revue française en 1927.

## Historique
Le Puits aux images est une nouvelle de Marcel Aymé, parue dans la Nouvelle Revue française en  décembre 1927. Elle ouvre le recueil homonyme publié en 1932.
.

## Résumé
La Mélitine Trelin irait bien faire un tour au nouveau cinéma à Glaisans. Elle emmènerait la Jouque que le Clotaire vient de descendre au fond du puits pour la punir...